# 圣索尔兰-德莫雷斯泰勒
圣索尔兰-德莫雷斯泰勒（法語：Saint-Sorlin-de-Morestel，法語發音：[sɛ̃ sɔʁlɛ̃ də mɔʁɛstɛl]，意为“莫雷斯泰勒的圣索尔兰”）是法国伊泽尔省的一个市镇，属于拉图尔迪潘区。

## 地理
圣索尔兰-德莫雷斯泰勒（45°38'14"N, 5°28'36"E）面积5.38 平方千米，位于法国奥弗涅-罗讷-阿尔卑斯大区伊泽尔省，该省份为法国东南部内陆省份，北起顺时针与安省、萨瓦省、上阿尔卑斯省、德龙省、阿尔代什省、卢瓦尔省和罗讷省。
与圣索尔兰-德莫雷斯泰勒接壤的市镇（或旧市镇、城区）包括：多洛米约、瓦斯兰、韦兹龙斯-屈尔坦。

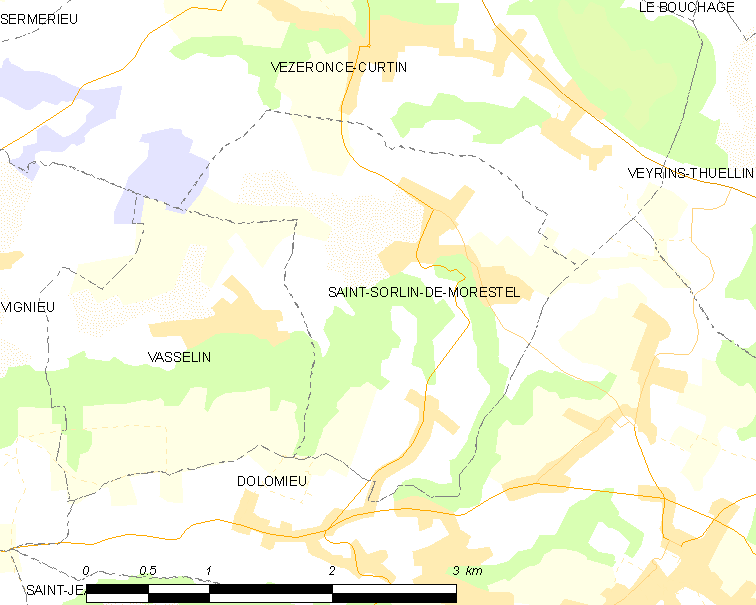
圣索尔兰-德莫雷斯泰勒的OSM定位图

圣索尔兰-德莫雷斯泰勒的时区为UTC+01:00、UTC+02:00（夏令时）。

## 行政
圣索尔兰-德莫雷斯泰勒的邮政编码为38510，INSEE市镇编码为38458。

## 政治
圣索尔兰-德莫雷斯泰勒所属的省级选区为莫雷斯泰勒县。

## 人口

1962-2008年间圣索尔兰-德莫雷斯泰勒人口变化图示

圣索尔兰-德莫雷斯泰勒于2022年1月1日时的人口数量为613人。